# Ágata Lys
Margarita García San Segundo (Valladolid, 3 de desembre de 1953 - Marbella, 12 de novembre de 2021), coneguda artísticament com a Ágata Lys, fou una actriu espanyola.

## Biografia
Va néixer a la ciutat espanyola de Valladolid el 3 de desembre de 1953. Va estudiar filosofia i lletres a la Universitat de Valladolid i més tard art dramàtic a Madrid.

## Inicis: Un, dos, tres
Mentre estudiava art dramàtic a Madrid, va fer el seu debut davant les càmeres de televisió com a hostessa del concurs Un, dos, tres... responda otra vez (1972), de Televisió Espanyola, on va impactar per la seva veu. No va passar desapercebuda per a la indústria del setè art i a les poques setmanes deixava el programa per debutar al cinema.

## Cinema
Els seus personatges aviat queden marcats per la presència de l'actriu. Una vegada iniciada la transició política, social i la normalització al cinema espanyol (quaranta anys sota la censura políticoreligiosa), es converteix en un mite.
Després de la curta etapa de la transició, el 1978 s'aparta del món de la pantalla gran al que només tornarà en comptades ocasions per col·laborar en títols com Los santos inocentes (1984), de Mario Camus, El regreso de los mosqueteros (1989), de Richard Lester, Taxi (1996) de Carlos Saura o Familia (1996), de Fernando León de Aranoa

### Filmografia
| Any  | Títol                                                    | Director                     |
| ---- | -------------------------------------------------------- | ---------------------------- |
| 1972 | Detrás del silencio                                      | Mario Bianchi                |
| 1972 | Ella                                                     | Tulio Demicheli              |
| 1972 | Un, dos, tres, dispara otra vez                          | Tulio Demicheli              |
| 1972 | Vacaciones sangrientas                                   | Juan Jaime Bernos            |
| 1972 | El juego del adulterio                                   | Joaquín Luis Romero Marchent |
| 1973 | El último viaje                                          | José Antonio de la Loma      |
| 1973 | Las alegres vampiras de Vogel                            | Julio Pérez Tabernero        |
| 1973 | Los fríos senderos del crimen                            | Carlos Aured                 |
| 1973 | Los Calatrava contra el imperio del crimen               | Manuel Esteba                |
| 1973 | Tres superhombres en el Oeste                            | Fred Martin                  |
| 1974 | Onofre                                                   | Luis María Delgado           |
| 1974 | Sex o no sex                                             | Julio Diamante               |
| 1974 | La iniciación en el amor                                 | Javier Aguirre               |
| 1974 | Las marginadas                                           | Ignasi Ferrés Iquino         |
| 1974 | Me has hecho perder el juicio                            | Juan de Orduña               |
| 1974 | Una mujer de cabaret                                     | Pedro Lazaga                 |
| 1974 | La máscara de cuero                                      | Mario Bianchi                |
| 1975 | El valle de las viudas                                   | F.Windder                    |
| 1975 | Último tango en Madrid                                   | J.L. Madrid                  |
| 1975 | Sábado, chica, motel... ¡qué lío aquel!                  | J.L.Merino                   |
| 1975 | El erotismo y la informática                             | F.Merino                     |
| 1975 | La noche de los cien pájaros                             | Rafael Romero Marchent       |
| 1975 | Strip-tease a la inglesa                                 | J.L.Madrid                   |
| 1975 | Pasqualino Cammarata... capitano di fregata              | Mario Amendola               |
| 1976 | Las camareras                                            | Joaquín Coll Espona          |
| 1976 | Fango                                                    | Silvio F.Balbuena            |
| 1976 | La nueva Marilyn                                         | José Antonio de la Loma      |
| 1976 | Las desarraigadas                                        | Francisco Lara Polop         |
| 1976 | Sexi amor y fantasía                                     | F. Domeneq                   |
| 1977 | El transexual                                            | Pepe Lara                    |
| 1977 | Deseo carnal                                             | Manuel Iglesias              |
| 1977 | El huerto del francés                                    | Jacinto Molina               |
| 1977 | Avisa a Curro Jiménez                                    | Rafael R. Marchent           |
| 1978 | Trauma                                                   | León Klimovsky               |
| 1978 | Pasión incofesable                                       | Ramón Torrado                |
| 1978 | Al fin solos, pero...                                    | Antonio Jiménez Rico         |
| 1979 | Una mujer y un cobarde                                   | Silvio F. Balbuena           |
| 1984 | Los santos inocentes                                     | Mario Camus                  |
| 1989 | El regreso de los mosqueteros                            | Richard Lester               |
| 1995 | Assumpte intern                                          | Carles Balagué               |
| 1996 | Taxi                                                     | Carlos Saura                 |
| 1996 | El fantasma de Elvis (curt)                              | Ángel García                 |
| 1996 | Familia                                                  | Fernando León de Aranoa      |
| 1997 | Pintadas                                                 | Juan Sterlich                |
| 2000 | Corazón de bombón                                        | Álvaro Sáenz de Heredia      |
| 2003 | Haz conmigo lo que quieras                               | Ramón de España              |
| 2003 | Cómo afrontar con éxito una entrevista de trabajo (curt) | Gustavo G.Brusilovsky        |
| 2004 | Mala uva                                                 | Javier Domingo               |

## Teatre
Des de la dècada del 1980 ha estat més centrada en el teatre, en el qual ja va debutar l'any 1973 amb Don Juan Tenorio en el paper de Doña Inés. Entre les seves interpretacions destaquen les següents obres:
- Don Juan Tenorio (1973), com a Doña Inés, el seu debut amb disset anys al Lope de Vega de Valladolid.
- Eros y Tánatos (1977)
- Ágata con locura, teatre musical (1981).
- El fin del mundo es el jueves (1981)
- El mercader de Venècia de William Shakespeare en el paper de Porcia (1981).
- El amigo japonés, per a televisió (1981).
- No le busques tres pies al alcalde (1987), de Pedro Mario Herrero.
- La vida es sueño (1988), de Calderón de la Barca.
- La reina del Nilo (1986), de Moncho Alpont, estrenat en el Teatre Albeniz de Madrid.
- La Lola se va a los puertos (1987), dels germans Manuel i Antonio Machado.
- En un café de la Unión (1992), de Luís Federico Viudes.
- Las brujas de Barahona a Quiteria de Morillas (1995), de Domingo Miras, sota la direcció d'Alberto González Vergel, Expo de Sevilla.
- Un golpe de suerte (1995), Teatre Muñoz Seca de Madrid.
- Pelo de tormenta (1997), de Paco Neva, Centro Dramático Nacional.
- El hospital de los locos (2000), J. de Valdivieso. Acte sacramental de la catedral de Toledo.

## Televisió
També ha protagonitzat sèries de televisió, com Historias de Juan Español (1972), Eva a las diez (1977); les obres de teatre televisat El Mercader de Venecia en el paper de Porcia (1981) a Estudio 1, Ocho mujeres (1989) a Primera función, La saga de los Rius en el personatge de Lula (1976), Mamá quiere ser artista (1997), Hermanas (1998), Puerta con puerta (1999) i Amar en tiempos revueltos (2005-2006).